# Пфютце, Франк
Франк Пфютце (нем. Frank Pfütze; 15 января 1959, Росток — 20 января 1991, Берлин) — восточно-германский пловец, чемпион и призёр чемпионатов Европы, призёр чемпионата мира и летних Олимпийских игр 1980 года в Москве, участник двух Олимпиад.

## Карьера
Специализировался на плавании вольным стилем. На летних Олимпийских играх 1976 года в Монреале Пфютце выступал в плавании на 200 и 400 метров вольным стилем и эстафете 4×200 метров. В двух первых дисциплинах он не смог пробиться в финальные заплывы, а в эстафете команда ГДР заняла 5-е место.
На Олимпиаде в Москве Пфютце представлял свою страну в плавании на 400 метров вольным стилем и эстафете 4×200 метров. В первом виде Пфютце выбыл из борьбы на предварительной стадии. В эстафете команда ГДР (Франк Пфютце, Йорг Войте, Детлеф Грабс, Райнер Штробах) с результатом 7:28,60 с заняла второе место после сборной СССР (Сергей Копляков, Владимир Сальников, Ивар Стуколкин, Андрей Крылов — 7:23,50 с) и опередила бронзового призёра — сборную Бразилии (Жоржи Фернандис, Маркус Маттиоли, Сиру Делгаду, Джан Мадруга — 7:29,30 с).